# Puccinia sparganioides
Puccinia sparganioides är en svampart som beskrevs av Ellis & Tracy 1896. Puccinia sparganioides ingår i släktet Puccinia och familjen Pucciniaceae.   Inga underarter finns listade i Catalogue of Life.

## Bildgalleri

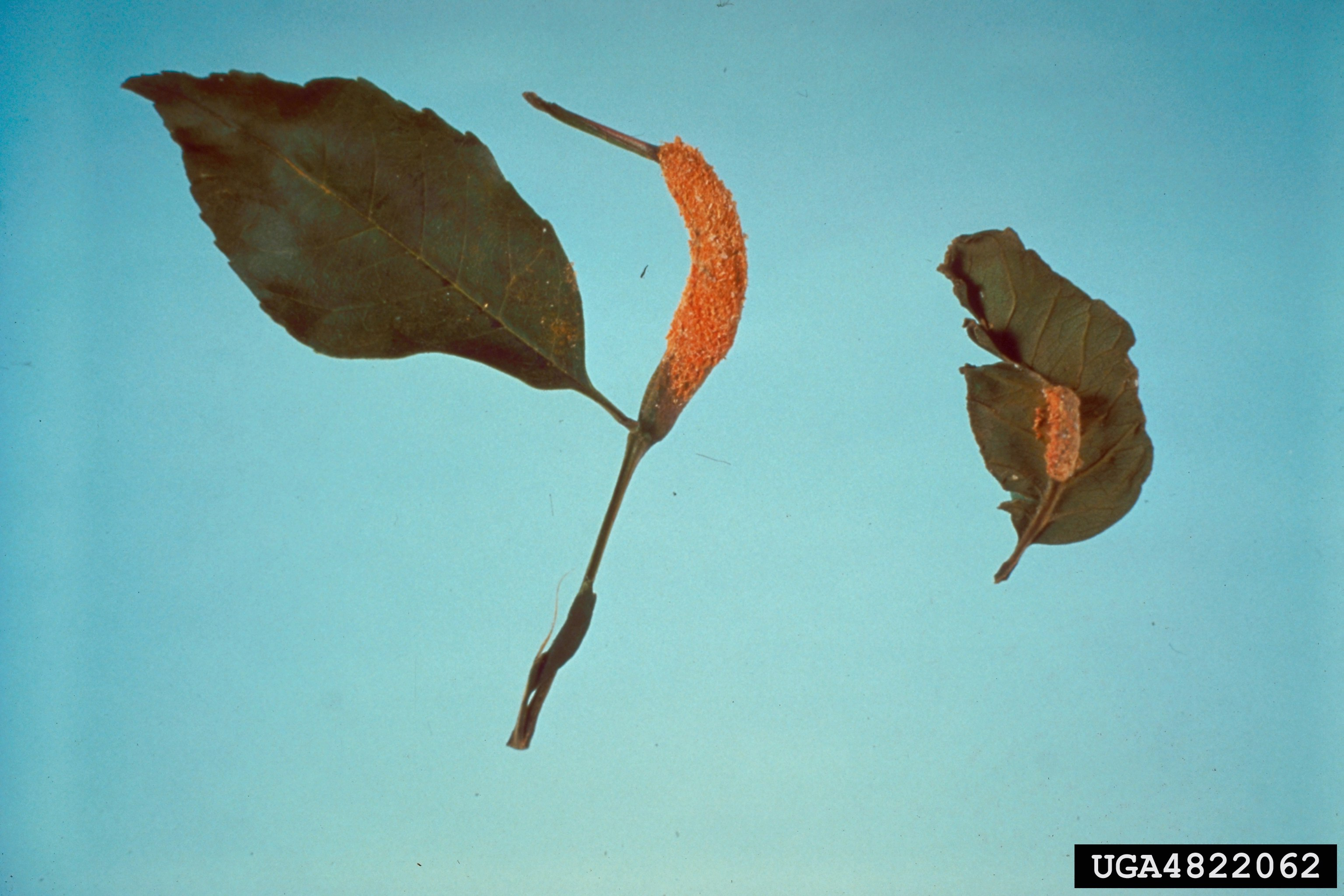